# Leffe
Leffe – miejscowość i gmina we Włoszech, w regionie Lombardia, w prowincji Bergamo.
Według danych na styczeń 2009 gminę zamieszkiwało 4721 osób przy gęstości zaludnienia 959,6 os./1 km².